# Combat du Timétrine
Guerre du Mali
Batailles
Le combat du Timétrine se déroule le 24 février 2013 lors de l'opération Avrid pendant la guerre du Mali.

## Prélude
Le 22 février 2013, la DGSE intercepte et analyse des appels téléphoniques djihadistes qui lui font déduire qu'un des otages français serait parvenu à échapper à ses gardiens dans le Timétrine, une région désertique et montagneuse, située à l'ouest de la vallée du Tilemsi qui la sépare de l'Adrar des Ifoghas.
La nuit du 22 au 23 février, les forces spéciales françaises lancent l'opération Avrid depuis Tessalit avec des commandos marine, l'ESNO (une équipe de deux à cinq personnes avec un sniper dévolue à l'élimination des chefs djihadistes) et un groupe du Commando parachutiste de l'air no 10 (CPA-10), mais la première nuit les recherches sont infructueuses.
La nuit suivante, un hélicoptère Tigre repère par hasard un groupe d'une dizaine de djihadistes avec deux pick-up. L'appareil ouvre le feu mais sa mitrailleuse s'enraye et il doit se replier. Vers 5 heures du matin, les islamistes lèvent le camp, ils continuent cependant d'être surveillés par un drone MQ-1 Predator des forces spéciales américaines, mais la retransmission vidéo est temporairement interrompue à cause d'une panne de courant à Niamey.

## Déroulement
Finalement, un des véhicules est à nouveau localisé à l'arrêt plus tard dans la nuit. Alors que l'aube se lève, les Français engagent deux hélicoptères Puma qui déposent une trentaine de soldats du 1er régiment de parachutistes d'infanterie de marine à deux kilomètres et demi des islamistes. Les Français progressent alors vers le campement appuyés par un hélicoptère Tigre, un avion Atlantique-2 et un drone Harfang.
Mais dissimulés sous des couvertures, les combattants d'AQMI repèrent les Français et ouvrent le feu sur eux à courte portée, sans leur infliger toutefois la moindre perte à cause de l'obscurité. La fusillade s'engage mais les parachutistes, équipés de jumelles de vision nocturne, ont l'avantage. Par la suite, à deux kilomètres et demi plus au nord, un deuxième groupe de djihadistes engage à son tour le combat. Au total, une quinzaine d'islamistes prennent part à l'affrontement. De son côté, le Tigre ouvre le feu et inflige plusieurs pertes. Il est manqué de peu par une roquette de RPG-7 tirée par les combattants du deuxième groupe, mais dont les membres sont à leur tour abattus par la riposte du Tigre. 
Les parachutistes progressent ensuite vers un monticule de rochers qui domine la zone et s'emparent de trois véhicules abandonnés par les djihadistes. Ces derniers se postent au pied du piton rocheux et ouvrent le feu sur les Français qui arrivent à un kilomètre d'eux. Un duel de tireurs d'élite s'engage et se poursuit pendant plusieurs heures.
Finalement, les parachutistes reçoivent en renfort des hommes de l'ESNO et du CPA-10, puis lancent l'assaut sur le monticule. Les derniers djihadistes tentent alors de se jeter sur les soldats dans une ultime attaque kamikaze, mais ils sont à chaque fois abattus avant de pouvoir actionner leurs ceintures explosives.
Au terme du combat, tous les djihadistes ont été tués. Les soldats français fouillent ensuite les véhicules et les cadavres qui sont enterrés sur place. Un chef sera par la suite reconnu parmi les morts et identifié par des tests ADN effectués après une exhumation du corps les 1er et 2 mars. Il s'agit de Mohamed Lemine Ould El-Hassen, dit Abdallah al-Chinguetti, chef de la katiba al-Fourghan, une des quatre katiba d'AQMI.
Le 16 juin 2013, AQMI confirme officiellement la mort Mohamed Lemine Ould El-Hassen en même temps que celle d'Abou Zeid. Le communiqué ne précise pas la date, ni le lieu de sa mort, indiquant juste qu'il a été tué lors « des derniers engagements avec les forces ennemies au nord du Mali ».